# VIe corps (Empire ottoman)
Pour les articles homonymes, voir 6e corps d'armée.
Le VIe corps ottoman (en turc : 6 ncı Kolordu, Altıncı Kolordu) est une unité militaire de l'armée ottomane ayant combattu durant les guerres balkaniques et la Première Guerre mondiale en Orient.

## Origines (1911-1913)

Le VIe corps à l'aile droite de l'armée du Vardar (en bleu), bataille de Monastir, novembre 1912

Le VIe corps est créé par la réforme militaire de 1911 qui institue des corps d'armée. Il est rattaché à la 2e armée ottomane dans les Balkans. Il a son état-major à Monastir (Bitola) et comprend 3 divisions : les 16e, 17e et 18e divisions d'infanterie à Chtip, Monastir et Debar, avec plusieurs garnisons en Macédoine et en Albanie ottomane.
Pendant la première guerre balkanique (1912-1913), le VIe corps commandé par Djavid Pacha (tr), est rattaché à l'armée du Vardar (en) de Zeki Pacha (en). Après la défaite de la bataille de Kumanovo (25-26 octobre 1912), l'armée du Vardar doit reculer devant l'armée serbe. La bataille de Monastir (16-19 novembre 1912) met pratiquement fin à la domination ottomane en Macédoine.
En juillet 1913, le VIe corps, réduit à la seule 16e division d'infanterie, est reconstitué en Anatolie.

## Première Guerre mondiale

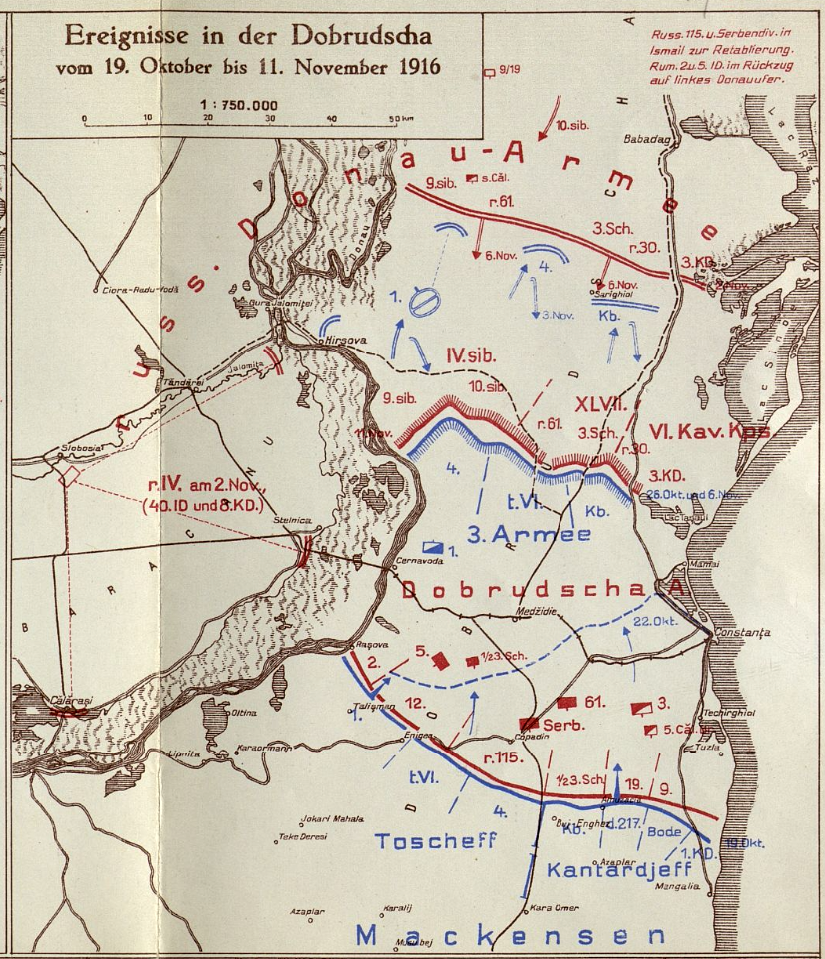
Opérations en Dobroudja avec la 3e armée bulgare et le VIe corps turc (tVI), 19 octobre-11 novembre 1916

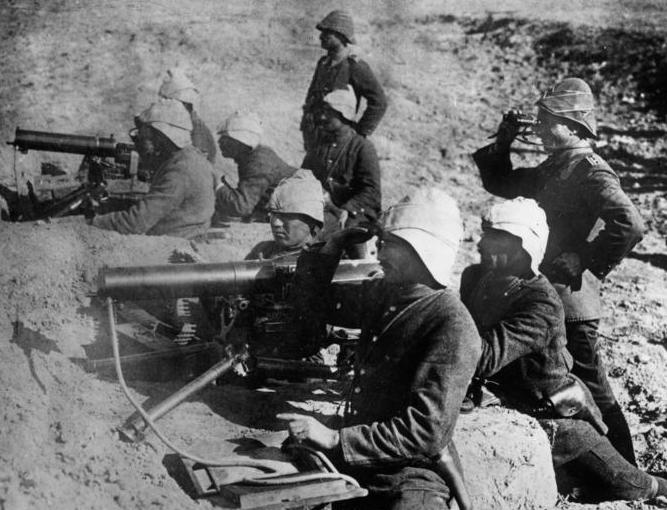
Mitrailleurs ottomans et officiers allemands en position à la bataille des Dardanelles, 1915

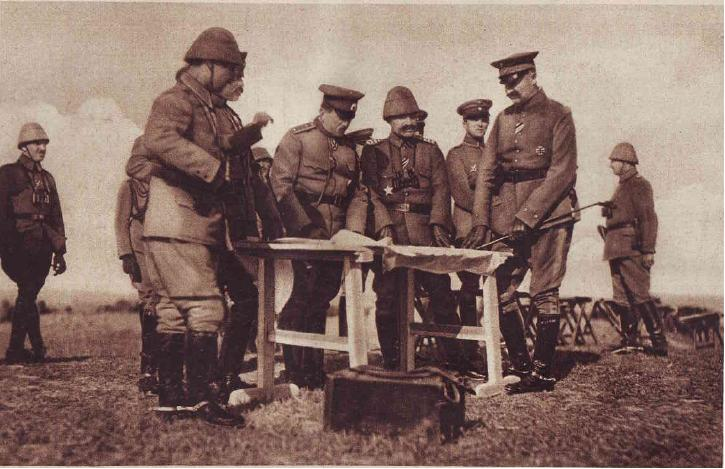
Les généraux Hilmi Pacha (Empire ottoman) et Stefan Toshev (Bulgarie) sur le front roumain en Dobroudja, 1916

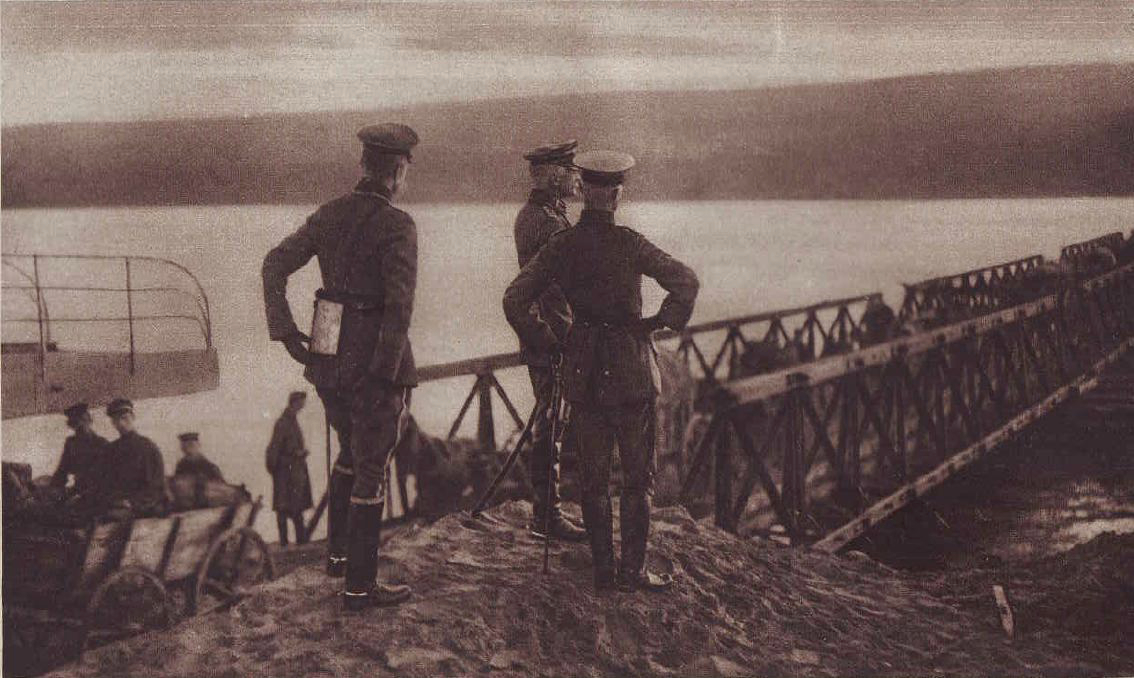
Le général allemand August von Mackensen dirigeant le franchissement du Danube à Svichtov, novembre 1916

Lors de la mobilisation de 1914, le système des unités de redif (réserve) est abandonné : les hommes sont redistribués pour compléter les unités de première ligne. La 2e armée est transférée en Thrace orientale (vilayet d'Andrinople) pour assurer la défense avancée de Constantinople. Le VIe corps comprend alors deux divisions, les 16e et 26e divisions (ro) d'infanterie, auxquelles s'ajoutera plus tard la 24e (remplacée plus tard par la 25e). La 2e armée ne participe pas directement à la bataille des Dardanelles (avril 1915-janvier 1916) mais elle fournit des renforts aux unités engagées, essentiellement de la 5e armée ottomane (en).
L'entrée en guerre de la Bulgarie aux côtés des Empires centraux, le 5 octobre 1915, écarte la menace sur Constantinople. Mais les Empires centraux sont menacés en Europe centrale par l'offensive russe en Galicie en juin 2016, puis par l'entrée de la Roumanie dans la Première Guerre mondiale aux côtés de l'Entente, le 27 août 1916. Le gouvernement ottoman d'Enver Pacha accepte d'envoyer le XVe corps de Yakub Chevki Pacha en Galicie en juin, puis le VIe corps, commandé par le général Mustafa Hilmi Pacha, en Bulgarie en septembre. Ce dernier participe à l'invasion de la Roumanie aux côtés de la 3e armée bulgare (en) (général Stefan Toshev). La 25e division d'infanterie est engagée sur le Danube, dans la Dobroudja, à partir de la mi-septembre 1916, suivie par la 16e division fin octobre, face au corps russo-roumain du général russe Andreï Zaïontchkovski. Le corps ottomans perd 16 000 hommes en un mois mais atteint le delta du Danube à la fin de l'année. Il participe notamment à la première bataille de Cobadin (en) (16-19 septembre 1916) et à la seconde bataille de Cobadin (en) (19-25 octobre 1916).
En novembre 1916, la 26e division ottomane est envoyée de Thrace pour renforcer un corps germano-bulgaro-turc, l'Armée du Danube, commandé par le général allemand Robert Kosch qui traverse le fleuve à Svichtov le 23 novembre et marche sur Bucarest. Les trois divisions ottomanes sont réunies dans le VIecorps au début de 1917 sous le commandement du colonel Kâzim Bey puis, en avril, du colonel Cafar Tayyar Bey. Après la conquête de la Valachie, le front roumain se stabilise sur le Siret. Les 25e et 26e divisions sont renvoyées dans l'Empire ottoman dans le courant de 1917 mais la 16e division et le commandement du VIe corps restent en Roumanie jusqu'en avril 1918. Le traité de Bucarest met fin aux hostilités sur le front roumain, la Roumanie restant sous occupation austro-allemande. Pendant cette campagne, le VIe corps ottoman a fait au total 8 512 prisonniers dont 6 512 Russes et 2 000 Roumains.
De retour de Roumanie, le VIe corps est reconstitué en Anatolie, de nouveau sous le commandement de Mustafa Hilmi Pacha. Il est alors formé de deux divisions nouvelles : les 3e et 36e divisions caucasiennes. Intégré à la 3e armée, il est engagé sur le front du Caucase.
Après l'armistice de Moudros (30 octobre 1918), la 3e armée est rapatriée en Anatolie et mise en instance de démobilisation. Plusieurs de ses membres, comme Mustafa Hilmi Pacha, prendront part à la guerre d'indépendance turque (1919-1923).

## Sources et bibliographie
- (en) Cet article est partiellement ou en totalité issu de l’article de Wikipédia en anglais intitulé « VI Corps (Ottoman Empire) » (voir la liste des auteurs) dans sa version du 31 janvier 2017.
- John Horne, A Companion to World War I, Wiley-Blackwell, 2011